# Cianur

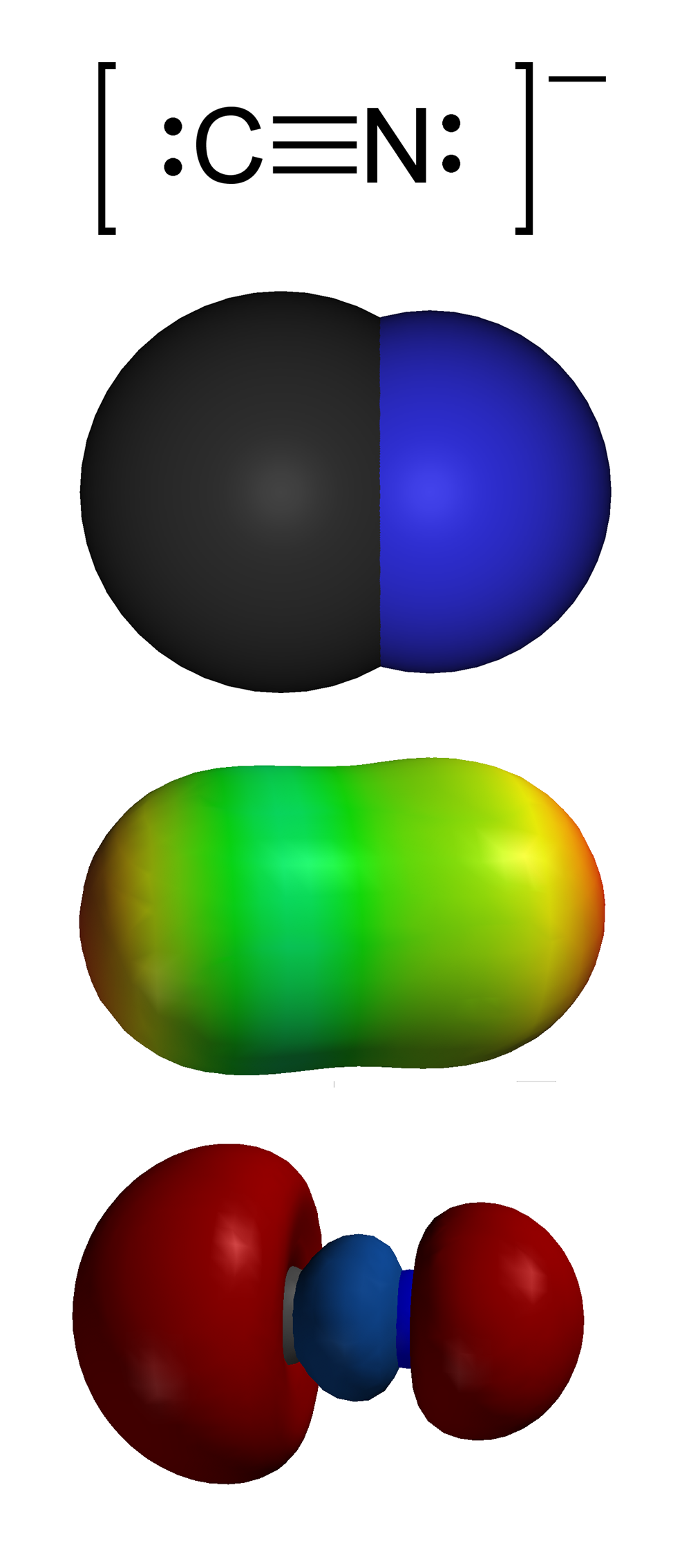
Diverses representacions de l'ió cianur

Un cianur és un compost químic que conté el grup ciano, -C≡N. El terme cianur es refereix sovint a sals de l'anió CN-, gran part de les quals són tòxiques.

## Aparició
Els cianurs els produeixen certs bacteris, fongs, i algues i es troben en un gran nombre de plantes. Es troben cianurs, però en petites quantitats, en certes llavors i pinyols de fruits, per exemple, en les llavors de les pomes, mango, préssec, i ametlles amargants. En les plantes, els cianurs normalment estan enllaçats amb molècules de sucres en la forma de glucòsids cianogènics i defensen la planta de les agressions dels herbívors. Les plantes tropicals que són font de la tapioca també contenen glucòsids cianogènics.
El radical cianur, CN· s'ha identificat en l'espai interestel·lar.
El cianur d'hidrogen es produeix per la combustió o piròlisi de certs materials sota condicions deficients en oxigen. Per exemple es pot detectar en el fum del tabac. Certs plàstics, especialment els derivats d'acrilonitril, alliberen cianur d'hidrogen quan s'escalfen o es cremen.

### Química de coordinació
L'anió cianur és un potent lligand per a molts metalls de transició. L'alta afinitat dels metalls per aquest anió pot ser atribuït a la seva càrrega negativa, compacitat i capacitat de participar en enllaços n. Els complexos ben coneguts inclouen:
- hexacianurs [M(CN)₆]3− (M = Ti, V, Cr, Mn, Fe, Co), amb forma d'octàedre;
- els tetracianurs, [M(CN)₄]2− (M = Ni, Pd, Pt), de geometria planar quadrada;
- els dicianurs [M(CN)₂]− (M = Cu, Ag, Au), de geometria linear.

El pigment de color blau fosc Blau de Prússia, usat per a fer blueprints, deriva dels complexos de cianur de ferro. El blau de Prússia pot produir cianur d'hidrogen si s'exposa a àcids forts.
Certs enzims, per exemple les hidrogenases, contenen un lligand cianur unit al ferro en els seus llocs actius. La biosíntesi del cianur en les [NiFe]-hidrogenases procedeix del fosfat de carbamoil el qual es converteix tiocianatde cisteïnail, el donador CN−.

## Toxicitat
L'ió cianur, potencialment letal, actua com a tòxic a través de la inhibició del complex citocrom c oxidasa i, per tant, bloquejant la cadena transportadora d'electrons, sistema central del procés de respiració cel·lular. Si bé la seva efectivitat a baixes concentracions és fulminant, l'individu mor sota dolorosos espasmes i convulsions que poden trigar des de deu segons a uns minuts. També és conegut per la seva denominació militar AN (per al cianur d'hidrogen, HCN) i CK (per al clorur de cianogen, NCCl).
Durant la Segona Guerra Mundial s'utilitzà un insecticida fet a base de cianur, el Zyklon B, per a matar éssers humans a les cambres de gas.